# Alek Keshishian
Alek Keshishian (en armenio: Ալեք Գևորգի Քեշիշեան),  (Beirut, Líbano; 30 de julio de 1964) es un director de cine de origen armenio, conocido por dirigir la película de 1991: En la cama con Madonna, que durante un tiempo fue el documental más taquillero de todos los tiempos. Además, dirigió vídeos para artistas como Bobby Brown, Madonna, Elton John, Darren Hayes y Selena Gomez entre otros.

## Biografía
Alek se crio en Manchester, Nuevo Hampshire en los Estados Unidos junto con su hermana Aleen, una directora de talentos que representa a actores como Orlando Bloom y Natalie Portman y sus padres Kevork y Cecil Keshishian. Mientras que él era un excelente estudiante en matemáticas y ciencias, su padre deseaba que Alek siguiera los pasos en la medicina, pero el talento y su pasión por la música, el teatro y la danza era demasiado fuerte. 
Cuando era más joven, tanto él como su hermana, salieron de gira junto con NH Children's Theatre, American Children's Theatre y I Like the U.S.A. Estudiando en la St. Paul's School, en Concord, Nuevo Hampshire, rápidamente se convirtió en el bailarín del programa principal. Antes de graduarse en la Universidad de Harvard, ya había coproducido el entonces 137 años de tradición de la Universidad de Harvard, llamada Hasty Puddings. El espectáculo de Hasty Puddings reclama a varias futuras lumbreras, incluyendo a Jack Lemmon y Fred Gwynne.

## Películas
- En la cama con Madonna (1991)[1]
- With Honors (1994)[4]
- Love and Other Disasters (2006)
- W.E. (2011) (Coguionista junto con Madonna)[3]

## Videos musicales
- «Don't Be Cruel» (1988) Bobby Brown
- «My Prerogative» (1988) Bobby Brown
- «Every Little Step» (1988) Bobby Brown
- «On Our Own» (1988) Bobby Brown
- «Sacrifice» (1990) Elton John
- «This Used to Be My Playground» (1992) Madonna
- «I'll Remember» (1994) Madonna
- «Insatiable» (2002) Darren Hayes
- «Hands to Myself» (2015) Selena Gomez
- «Save It Til Morning» (2017) Fergie

Fuente: Internet Movie Database.